# غيل سفيرتس
غيل توبي تودور سفيرتس (بالفرنسية: Gill Swerts)‏ (مواليد 23 سبتمبر 1982 في براشات) لاعب كرة قدم بلجيكي دولي يجيد اللعب في خط الدفاع . يلعب حاليا لصالح نادي إيه زد ألكمار الهولندي منذ 2008 .

## روابط خارجية
- غيل سفيرتس على موقع الاتحاد البلجيكي (الإنجليزية)
- غيل سفيرتس على موقع قاعدة بيانات كرة القدم.إي يو (الإنجليزية)
- غيل سفيرتس على موقع ناشيونال فوتبول تيمز (الإنجليزية)
- غيل سفيرتس على موقع Soccerbase.com (لاعب) (الإنجليزية)
- غيل سفيرتس على موقع Soccerway.com (الإنجليزية)
- غيل سفيرتس على موقع عالم كرة القدم.نت (الإنجليزية)